# Polia thapsi
Polia thapsi är en fjärilsart som beskrevs av Nikolaus Joseph Brahm 1791. Polia thapsi ingår i släktet Polia och familjen nattflyn. Inga underarter finns listade i Catalogue of Life.